# San Marco (Fra Bartolomeo)
San Marco è un dipinto a olio su tavola trasportato su tela (352x212 cm) di Fra Bartolomeo, databile al 1514-1516 circa e conservato nella Galleria Palatina a Firenze.

## Storia e descrizione
L'opera proviene dalla chiesa di San Marco, dove decorava una delle due cappelle del coro, in pendant con un ritratto di San Sebastiano. Se San Marco rimase nella sua collocazione fino al 1690, il San Sebastiano venne invece trasferito in sagrestia nel 1529, sostituito con l'Apparizione della Vergine a san Giacinto di Jacopo Ligozzi, e di lì a poco venduto al re di Francia, dove se ne persero le tracce.
Spostato col rifacimento barocco della chiesa, il San Marco fu richiesto dal gran principe Ferdinando de' Medici per la sua collezione, consegnandolo nel 1690, appunto. In chiesa venne lasciata una copia Antonio Franchi detto il Lucchese. Nel 1799 fu portato a Parigi dagli occupanti francesi e, dopo essere stato restaurato e trasportato su tela, aggiustando la forma del dipinto da centinata a rettangolare, tornò a Firenze nel 1816. Nell'allestimento della galleria da allora si trova in pendant ideale con la Pala di Poppi di Andrea del Sarto.
Col restauro del 1994 sono state asportate numerose ridipinture che creavano un effetto spento sui colori, quasi tendente al monocromo, riscoprendo l'originale brillantezza dei toni.
Ne esistono disegni preparatori allo Städel di Francoforte, al Courtauld Institute, al British Museum e al Gabinetto dei Disegni e delle Stampe degli Uffizi.
È riferibile, in base ai dati stilistici, al 1515, dopo il ritorno del pittore da Roma, data confermata anche da alcune tracce archivistiche. Le dimensioni straordinarie dell'evangelista appaiono dopotutto come il tentativo di emulare i Profeti della volta della cappella Sistina di Michelangelo o l'Isaia di Raffaello, un compito oltre le possibilità dell'artista, che risolse la figura accentuando la monumentalità scultorea del personaggio, come si vede bene nel panneggio, e impostando una rotazione della testa e del busto, che appaiono tuttavia mortificate da un certo impaccio, dalla collocazione alta originaria (rispettata nell'allestimento della Galleria) non adattata per una visione da sott'in su e dall'ambientazione architettonica, entro una nicchia ombrosa troppo piccola, dalle forme tradizionali. Il nome dell'evangelista Marco si trova sul gradino ai suoi piedi.
L'opera, gigantesca, ha comunque un che di solenne ed epico, sostanzialmente nuovo per Firenze, di straordinaria evidenza plastica. La luce appare protagonista, con gli effetti di levigata brillantezza sulla braccia e sul ginocchio, e con l'ombra proiettata dall'evangelista nella nicchia, che ne accentua il rilievo.